# Erland Kops

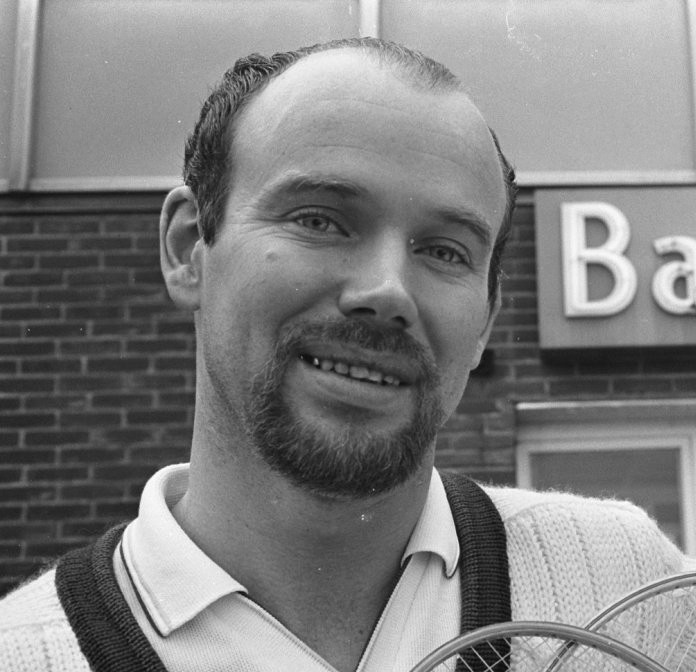
Erland Kops (1968)

Erland Kops (* 14. Januar 1937 in Kopenhagen als Erland Olsen; † 17. Februar 2017) war ein dänischer Badmintonspieler. Die Box-Olympioniken Poul und Ebbe Kops waren seine Onkel.

## Karriere

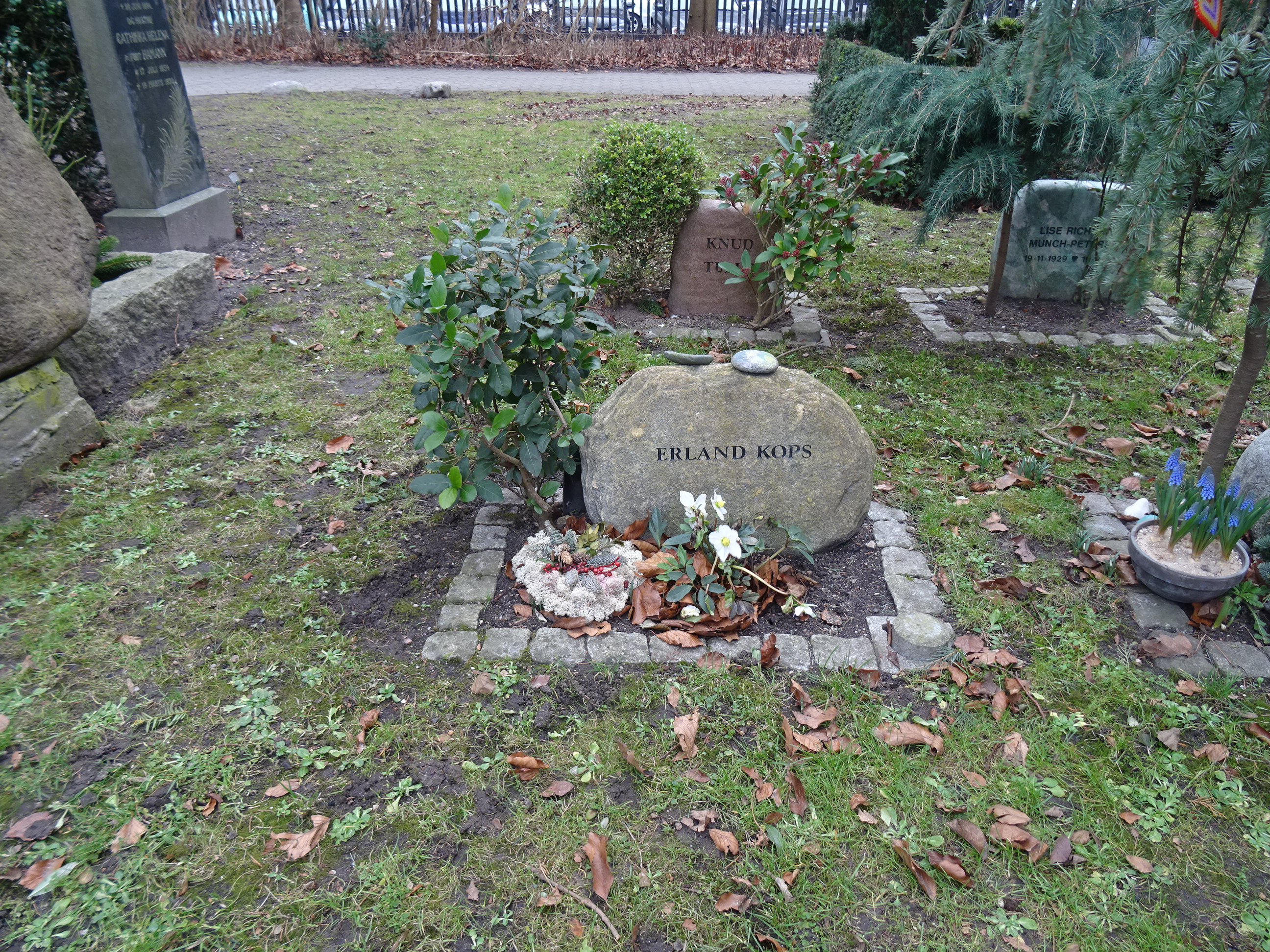
Die Grabstätte von Erland Kops in Kopenhagen (2024)

Erland Kops war der dominierende europäische Badmintonspieler in den 1960er Jahren. Er gewann elfmal die All England zwischen 1958 und 1969 (siebenmal Herreneinzel, viermal Herrendoppel). Die Einführung offizieller Badminton-Europameisterschaften 1968 oder gar Weltmeisterschaften 1977 kam für ihn jedoch zu spät, um einen offiziellen Titel der Badmintonverbände zu gewinnen. Seine Glanzzeiten waren für ihn als über 30-Jährigen zu diesem Zeitpunkt schon vorbei. Anfang der 1970er beschränkte er sich darum bei großen Turnieren auf das Herrendoppel an der Seite von Svend Pri oder Henning Borch. Mit letzterem gewann er 1970 Silber im Doppel und damit seine einzige EM-Medaille. Er bestritt 44 Länderkämpfe für Dänemark in den Jahren von 1957 bis 1972.
Kops wurde 1992 in die Hall of Fame des dänischen Sports und 1997 in die Badminton Hall of Fame aufgenommen. 2013 wurde er als erstes Mitglied in die Hall of Fame von Badminton Europe aufgenommen. Bereits 1961 wurde er zu Dänemarks Sportler des Jahres gewählt.
Kops lebte zuletzt in Kopenhagen.

## Auszeichnungen
- 1961: Dänemarks Sportler des Jahres
- 1985: Distinguished Service Award der Badminton World Federation
- 1989: Herbert Scheele Trophy der Badminton World Federation
- 1992: Ehrenmitglied des Danmarks Idrætsforbund
- 1996: Platz 2 bei der Wahl zum Sportler des Jahrhunderts in Dänemark
- 1997: Badminton Hall of Fame
- 2000: Badminton Danmarks Ærestegn
- 2000: Badminton Danmarks Fortjensttegn
- 2002: Dannebrogorden
- 2013: BEC Hall of Fame
- 2016: BWF Lifetime Achievement Award

## Erfolge
| Saison | Veranstaltung                               | Disziplin    | Platz | Name                                                            |
| ------ | ------------------------------------------- | ------------ | ----- | --------------------------------------------------------------- |
| 1953   | Dänische Juniorenmeisterschaft U16          | Herreneinzel | 1     | Erland Olsen                                                    |
| 1955   | Dänische Juniorenmeisterschaft U18          | Herreneinzel | 1     | Erland Olsen                                                    |
| 1957   | German Open                                 | Mixed        | 1     | Erland Kops / Agnete Friis                                      |
| 1957   | All England                                 | Herreneinzel | 2     | Erland Kops                                                     |
| 1958   | Dutch Open                                  | Herrendoppel | 1     | Erland Kops / Jørgen Hageman                                    |
| 1958   | Dutch Open                                  | Herreneinzel | 2     | Erland Kops                                                     |
| 1958   | All England                                 | Herreneinzel | 1     | Erland Kops                                                     |
| 1958   | All England                                 | Herrendoppel | 1     | Erland Kops / Poul-Erik Nielsen                                 |
| 1958   | Thomas Cup                                  | Team         | 4     | Dänemark                                                        |
| 1959   | Thailändische Meisterschaft (Open)          | Herreneinzel | 1     | Erland Kops                                                     |
| 1959   | Indische Meisterschaft (Open)               | Herrendoppel | 1     | Erland Kops / R. D. Vimawala                                    |
| 1959   | Indische Meisterschaft (Open)               | Herreneinzel | 1     | Erland Kops                                                     |
| 1959   | Indische Meisterschaft (Open)               | Mixed        | 1     | Erland Kops / Tan Gaik Bee                                      |
| 1959   | West Indian Championships                   | Herreneinzel | 1     | Erland Kops                                                     |
| 1960   | Swiss Open                                  | Herreneinzel | 1     | Erland Kops                                                     |
| 1960   | Swiss Open                                  | Mixed        | 1     | Erland Kops / Annette Schmidt                                   |
| 1960   | Swiss Open                                  | Herrendoppel | 1     | Erland Kops / Knud E. Jepsen                                    |
| 1960   | All England                                 | Herreneinzel | 1     | Erland Kops                                                     |
| 1961   | Dänische Einzelmeisterschaft                | Herreneinzel | 1     | Erland Kops (Københavns BK)                                     |
| 1961   | Dänische Einzelmeisterschaft                | Herrendoppel | 1     | Erland Kops (Københavns BK) / Poul-Erik Nielsen (Skovshoved IF) |
| 1961   | French Open                                 | Herrendoppel | 1     | Finn Kobberø / Erland Kops                                      |
| 1961   | Canadian Open                               | Herreneinzel | 1     | Erland Kops                                                     |
| 1961   | All England                                 | Herreneinzel | 1     | Erland Kops                                                     |
| 1961   | All England                                 | Herrendoppel | 2     | Erland Kops / Poul Erik Nielsen                                 |
| 1961   | French Open                                 | Herreneinzel | 1     | Erland Kops                                                     |
| 1961   | French Open                                 | Mixed        | 1     | Erland Kops / Hanne Jensen                                      |
| 1961   | Thomas Cup                                  | Team         | 3     | Dänemark                                                        |
| 1962   | Internationales Federballturnier in Tröbitz | Herrendoppel | 1     | Erland Kops / Knud Aage Nielsen                                 |
| 1962   | Internationales Federballturnier in Tröbitz | Herreneinzel | 1     | Erland Kops                                                     |
| 1962   | Mexico International                        | Herrendoppel | 1     | Erland Kops / Tan Joe Hok                                       |
| 1962   | Mexico International                        | Herreneinzel | 1     | Erland Kops                                                     |
| 1962   | Dänische Einzelmeisterschaft                | Herreneinzel | 1     | Erland Kops (Københavns BK)                                     |
| 1962   | German Open                                 | Herreneinzel | 1     | Erland Kops                                                     |
| 1962   | German Open                                 | Herrendoppel | 2     | Erland Kops / Poul-Erik Nielsen                                 |
| 1962   | Swedish Open                                | Herreneinzel | 1     | Erland Kops                                                     |
| 1962   | All England                                 | Herreneinzel | 1     | Erland Kops                                                     |
| 1963   | Dänische Einzelmeisterschaft                | Herrendoppel | 2     | Erland Kops (Københavns BK) / Poul-Erik Nielsen (Skovshoved IF) |
| 1963   | German Open                                 | Herreneinzel | 1     | Erland Kops                                                     |
| 1963   | German Open                                 | Herrendoppel | 1     | Erland Kops / Poul-Erik Nielsen                                 |
| 1963   | US Open                                     | Herreneinzel | 1     | Erland Kops                                                     |
| 1963   | All England                                 | Herreneinzel | 1     | Erland Kops                                                     |
| 1963   | Swedish Open                                | Herreneinzel | 1     | Erland Kops                                                     |
| 1963   | Swedish Open                                | Herrendoppel | 2     | Erland Kops / Poul-Erik Nielsen                                 |
| 1963   | World Invitation Tournament                 | Herreneinzel | 1     | Erland Kops                                                     |
| 1963   | World Invitation Tournament                 | Herrendoppel | 1     | Erland Kops / Poul-Erik Nielsen                                 |
| 1964   | German Open                                 | Herrendoppel | 1     | Erland Kops / Poul-Erik Nielsen                                 |
| 1964   | Dänische Einzelmeisterschaft                | Herreneinzel | 1     | Erland Kops (Københavns BK)                                     |
| 1964   | German Open                                 | Herreneinzel | 1     | Erland Kops                                                     |
| 1964   | Swedish Open                                | Herreneinzel | 1     | Erland Kops                                                     |
| 1964   | Nordische Badmintonmeisterschaft            | Herreneinzel | 1     | Erland Kops                                                     |
| 1964   | Nordische Badmintonmeisterschaft            | Herrendoppel | 1     | Erland Kops / Knud Aage Nielsen                                 |
| 1964   | All England                                 | Herrendoppel | 2     | Erland Kops / Poul Erik Nielsen                                 |
| 1964   | Thomas Cup                                  | Team         | 2     | Dänemark                                                        |
| 1965   | Dänische Einzelmeisterschaft                | Herrendoppel | 1     | Erland Kops, Københavns BK / Carsten Morild, Triton Aalborg     |
| 1965   | Dänische Einzelmeisterschaft                | Herreneinzel | 1     | Erland Kops, Københavns BK                                      |
| 1965   | All England                                 | Herreneinzel | 1     | Erland Kops                                                     |
| 1965   | All England                                 | Herrendoppel | 2     | Oon Chong Jin / Erland Kops                                     |
| 1965   | World Invitation Tournament                 | Herreneinzel | 1     | Erland Kops                                                     |
| 1965   | Nordische Badmintonmeisterschaft            | Herreneinzel | 1     | Erland Kops                                                     |
| 1965   | US Open                                     | Herreneinzel | 1     | Erland Kops                                                     |
| 1965   | Swedish Open                                | Herreneinzel | 1     | Erland Kops                                                     |
| 1965   | Nordische Badmintonmeisterschaft            | Mixed        | 1     | Erland Kops / Ulla Strand                                       |
| 1965   | Nordische Badmintonmeisterschaft            | Herrendoppel | 1     | Erland Kops / Klaus Kaagaard                                    |
| 1965   | Swedish Open (Badminton)                    | Herrendoppel | 1     | Erland Kops / Knud Aage Nielsen                                 |
| 1965   | Mexico International                        | Herrendoppel | 1     | Erland Kops / Don Paup                                          |
| 1965   | Mexico International                        | Herreneinzel | 1     | Erland Kops                                                     |
| 1966   | German Open                                 | Herreneinzel | 1     | Erland Kops                                                     |
| 1966   | French Open                                 | Mixed        | 1     | Erland Kops / Marianne Svensson                                 |
| 1966   | Nordische Badmintonmeisterschaft            | Herrendoppel | 1     | Erland Kops / Henning Borch                                     |
| 1966   | Nordische Badmintonmeisterschaft            | Herreneinzel | 1     | Erland Kops                                                     |
| 1966   | London Championships                        | Herrendoppel | 1     | Erland Kops / Svend Pri                                         |
| 1966   | London Championships                        | Herreneinzel | 2     | Erland Kops                                                     |
| 1967   | Dänische Einzelmeisterschaft                | Herreneinzel | 1     | Erland Kops, Københavns BK                                      |
| 1967   | German Open                                 | Herreneinzel | 1     | Erland Kops                                                     |
| 1967   | German Open                                 | Herrendoppel | 2     | Erland Kops / Per Walsøe                                        |
| 1967   | All England                                 | Herrendoppel | 1     | Henning Borch / Erland Kops                                     |
| 1967   | All England                                 | Herreneinzel | 1     | Erland Kops                                                     |
| 1967   | Nordische Badmintonmeisterschaft            | Mixed        | 1     | Erland Kops / Ulla Strand                                       |
| 1967   | Nordische Badmintonmeisterschaft            | Herreneinzel | 1     | Erland Kops                                                     |
| 1967   | US Open                                     | Herreneinzel | 1     | Erland Kops                                                     |
| 1967   | Canada Open                                 | Herreneinzel | 1     | Erland Kops, Dänemark                                           |
| 1967   | Nordische Badmintonmeisterschaft            | Herrendoppel | 1     | Erland Kops / Henning Borch                                     |
| 1967   | Dutch Open                                  | Herrendoppel | 1     | Erland Kops / Tom Bacher                                        |
| 1967   | Norwegian International                     | Herreneinzel | 1     | Erland Kops                                                     |
| 1967   | Norwegian International                     | Herrendoppel | 1     | Erland Kops / Elo Hansen                                        |
| 1967   | Dutch Open                                  | Herreneinzel | 1     | Erland Kops                                                     |
| 1967   | Thomas Cup                                  | Team         | 4     | Dänemark                                                        |
| 1968   | German Open                                 | Herreneinzel | 1     | Erland Kops                                                     |
| 1968   | Dänische Einzelmeisterschaft                | Herrendoppel | 1     | Erland Kops (København BK) / Henning Borch (Amager BC)          |
| 1968   | Swedish Open                                | Herrendoppel | 1     | Henning Borch / Erland Kops                                     |
| 1968   | Dutch Open                                  | Herreneinzel | 1     | Erland Kops                                                     |
| 1968   | Dutch Open                                  | Herrendoppel | 2     | Erland Kops / Tom Bacher                                        |
| 1968   | Nordische Badmintonmeisterschaft            | Herreneinzel | 1     | Erland Kops                                                     |
| 1968   | All England                                 | Herrendoppel | 1     | Henning Borch / Erland Kops                                     |
| 1969   | Dänische Einzelmeisterschaft                | Herrendoppel | 1     | Erland Kops (København BK) / Henning Borch (Amager BC)          |
| 1969   | Dutch Open                                  | Herrendoppel | 1     | Erland Kops / Bjarne Andersen                                   |
| 1969   | Swedish Open                                | Herrendoppel | 1     | Svend Andersen / Erland Kops                                    |
| 1969   | All England                                 | Herrendoppel | 1     | Henning Borch / Erland Kops                                     |
| 1969   | Nordische Badmintonmeisterschaft            | Herreneinzel | 3     | Erland Kops                                                     |
| 1969   | Nordische Badmintonmeisterschaft            | Herrendoppel | 2     | Erland Kops / Henning Borch                                     |
| 1970   | Swedish Open                                | Herreneinzel | 3     | Erland Kops                                                     |
| 1970   | Swedish Open                                | Herrendoppel | 3     | Erland Kops / Henning Borch                                     |
| 1970   | Denmark Open                                | Herrendoppel | 1     | Henning Borch / Erland Kops                                     |
| 1970   | Denmark Open                                | Herreneinzel | 2     | Erland Kops                                                     |
| 1970   | Badminton-Europameisterschaft               | Herrendoppel | 2     | Erland Kops / Henning Borch                                     |
| 1970   | Dänische Einzelmeisterschaft                | Herrendoppel | 2     | Erland Kops / Henning Borch                                     |
| 1970   | Thomas Cup                                  | Team         | 3     | Dänemark                                                        |
| 1971   | Norwegian International                     | Herreneinzel | 2     | Erland Kops                                                     |
| 1971   | Norwegian International                     | Mixed        | 2     | Erland Kops / Lene Køppen                                       |
| 1971   | Nordische Badmintonmeisterschaft            | Herrendoppel | 1     | Erland Kops / Svend Pri                                         |
| 1971   | Dutch Open                                  | Herrendoppel | 1     | Erland Kops / Svend Pri                                         |
| 1972   | Swedish Open                                | Herrendoppel | 1     | Erland Kops / Svend Pri                                         |
| 1972   | Dutch Open                                  | Herrendoppel | 1     | Erland Kops / Svend Pri                                         |
| 1972   | Badminton-Europameisterschaft               | Herrendoppel | 3     | Erland Kops / Elo Hansen                                        |
| 1972   | Dänische Einzelmeisterschaft                | Herrendoppel | 2     | Erland Kops / Svend Pri                                         |
| 1973   | US Open                                     | Herrendoppel | 3     | Erland Kops / Tom Bacher                                        |
| 1973   | US Open                                     | Herreneinzel | 3     | Erland Kops                                                     |
| 1973   | Jamaican International                      | Herrendoppel | 3     | Erland Kops / Tom Bacher                                        |